# منتخب الأرجنتين لهوكي الحقل للرجال
منتخب الأرجنتين الوطني لهوكي الحقل للرجال (بالإسبانية: Selección masculina de hockey sobre césped de Argentina)‏ هو ممثل الأرجنتين الرسمي في المنافسات الدولية في هوكي الحقل .

## وصلات خارجية
- الموقع الرسمي